# Соколова, Янина Михайловна
Янина Михайловна Соколова (укр. Яніна Михайлівна Соколова; род. 6 марта 1984, Запорожье) — украинская журналистка, актриса, телеведущая и общественный деятель. Ведущая программы «Рандеву» на 5 канале, а также YouTube-проектов «Вечер с Яниной Соколовой» и «Стыдно!».

## Биография
Окончила Запорожскую гимназию № 28.
Получила образование психолога в Запорожском национальном университете.
В Киевском национальном университете театра, кино и телевидения имени И. К. Карпенко-Карого получила образование актёра театра и кино.
Карьеру начала в прессе, работала в запорожском издательстве «Телесити», где вела рубрику «Наедине с …».
В 2000 году работала корреспондентом газеты «Запорожская сечь».
В 18 лет стажировалась на запорожском канале TV5, а в 2001 году работала там ведущей прогноза погоды.
В 2003 году Соколова была ведущей программы «Все деньги мира» на луганском телеканале «Лот ТВ».
В 2004 году была актрисой «Свободного театра», где играла роль Салли в спектакле «Чайка Джонатан Ливингстон» по одноимённому произведению Ричарда Баха. Затем играла в спектаклях «Пиранделло», «Кофе и сигареты» и «Украинский Декамерон» театра «Дах».
На телевидение Соколова вернулась в 2006 году, начав работать ведущей и журналисткой в утреннем шоу «Утро на Интере». В том же году начала сниматься в кино.
С марта 2007 по 2008 годы была ведущей и журналисткой программы «Завтрак с 1+1».
В 2009 году вела программу «Утро на Пятом».
С 2011 года работает ведущей программы «Кино с Яниной Соколовой», «Время новостей».
С 2015 года программы «Рандеву с Яниной Соколовой» на «5 канале».
Янина Соколова является основательницей школы экранных искусств «Screen School» и куратором курса «Телеведущий», в рамках «Screen School».
В Киеве в кинотеатре «Октябрь» 18 апреля 2018 состоялся премьерный показ документального фильма «Мы — солдаты» (англ. We are soldiers), одним из продюсеров которого была Соколова.
28 сентября на международном книжном фестивале в Днепре состоялась презентация интерактивной книги «Шевченко на каждый день», в которой было снято 53 видеоролика, в которых Соколова декламирует стихи поэта. В октябре того же года стала ведущей авторского YouTube-проекта «Вечер с Яниной Соколовой».
22 мая 2019 Соколова сообщила о мультимедийном проекте «Я, Нина», основанный на реальных событиях из её жизни. Цель проекта — помочь онкобольным людям осознать ценность жизни и начать бороться за неё. Проект будет состоять из книги, песни и полнометражного художественного фильма, в котором сыграют Валерия Ходос и Валерий Харчишин, а главную роль сыграет сама Соколова.
Соколова запустила авторский проект «Как вам не стыдно!» на телеканале «Украина 24», премьера которого состоялась 19 марта 2020. После трех выпусков программы телеканал временно остановил её производство, ссылаясь на карантин в Украине. Однако через неделю Соколова перезапустила проект на своем YouTube-канале, но уже под новым названием «Стыдно!». С 21 апреля проект также выходит на «4 канале».

## Театральные работы
| Актёрская деятельность       | Актёрская деятельность | Актёрская деятельность                                                             | Актёрская деятельность                         |
| Спектакль                    | Роль                   | Театр                                                                              | Примечания                                     |
| ---------------------------- | ---------------------- | ---------------------------------------------------------------------------------- | ---------------------------------------------- |
| «Чайка по имени Джонатан»    | Салли                  | Киевский Свободный театр                                                           |                                                |
| «Пиранделло»                 | Марина                 | Театр «Дах»                                                                        |                                                |
| «Кофе и сигареты»            | актриса Джейн          | Театр «Дах»                                                                        |                                                |
| «Украинский Декамерон»       | смерть                 | Театр «Дах»                                                                        |                                                |
| «Идиот»                      | Настасья Филипповна    | Театр «Дах»                                                                        |                                                |
| «Истории любви для взрослых» | женщина                | Национальный украинский академический драматический театр имени Марии Заньковецкой | Играет в паре с музыкантом Валерием Харчишиным |

## Фильмография
| Актёрская деятельность | Актёрская деятельность    | Актёрская деятельность                  | Актёрская деятельность                                |
| Год                    | Фильм                     | Роль                                    | Режиссёр                                              |
| ---------------------- | ------------------------- | --------------------------------------- | ----------------------------------------------------- |
| 2006                   | «Седьмое небо»            | горничная                               | Вячеслав Криштофович                                  |
| 2006                   | «Об этом лучше не знать»  | журналистка                             | Дмитрий Томашпольский                                 |
| 2006                   | «Первое правило королевы» | Тамара                                  | Вячеслав Криштофович                                  |
| 2011                   | «Обними меня»             | Лера, главная роль                      | Любомир Кобыльчук                                     |
| 2011                   | «Семь верст до небес»     | медсестра                               | Юрий Павлов                                           |
| 2011                   | «Срочно! Ищу мужа»        | Вера                                    | Алина Чеботарева                                      |
| 2011                   | «Костоправ»               | Маргарита Витковская, ассистент Савчука | Владимир Мельниченко, Вера Яковенко                   |
| 2012                   | «Мамочка моя»             | эпизод                                  | Алина Чеботарева                                      |
| 2012                   | «Учу игре на гитаре»      | Маргарита Соколова, невеста Олега       | Владимир Янощук                                       |
| 2013                   | «Тариф счастливая семья»  | эпизод                                  | Алина Чеботарева                                      |
| 2014                   | «Дело для двоих»          | Лена                                    | Антон Азаров, Карим Шихару                            |
| 2015                   | «Вернешься-поговорим»     | сотрудница аэропорта                    | Алина Чеботарева                                      |
| 2016                   | «Певица»                  | Олеся                                   | Александр Сальников, Мила Погребинская, Антон Циватий |
| 2016                   | «Райское место»           | Анжела                                  | Дмитрий Гольдман                                      |
| 2017                   | «The Woman»               | женщина, главная роль                   | Диана Рудиченко                                       |
| 2018                   | «We are soldiers»         |                                         | Янина Соколова (продюсер)                             |
| 2018                   | «Жить ради любви»         |                                         | Сергей Толкушкин                                      |
| Ожидается              | «Я, Нина»                 | Нина Сокол, главная роль                |                                                       |

## Личная жизнь
30 мая 2010 года вышла замуж за банкира Владимира Литвина. У супругов есть двое сыновей: Николай и Мирон.
Поборола рак, пройдя длительный курс лучевой и химиотерапии. После этого создала проект «Я, Нина» с целью помочь людям, страдающим от онкозаболеваний, изменить отношение социума к онкобольным, облегчить их жизнь и быть счастливыми.

## Признание
В 2019 году Янина Соколова заняла первое место в рейтинге самых популярных блогеров Украины по версии читателей сайта ICTV. В этом же году она вошла в рейтинг 100 самых влиятельных женщин Украины по версии журнала Фокус.
Янина Соколова входит в тройку самых влиятельных людей на украинскую молодежь в социальных сетях по версии International Research & Exchange Board.
В 2021 Янина Соколова вошла в топ-100 успешных женщин Украины по версии журнала Новое время.

## Гражданская позиция
Медиаамбассадор движения за права женщин «HeforShe» на Украине. Волонтер «Операции объединённых сил» в Донбассе.

## Преследование в РФ
11 мая 2023 года Росфинмониторинг включил Янину Соколову в свой список террористов и экстремистов.
Российское МВД объявило Соколову в розыск за её высказывания. Следственный комитет РФ поручил возбудить против неё дело.